# Проти ночі
«Проти Ночі» — український рок-гурт, створений у 2006 році в Києві. Грають у стилях фанк-рок, реп-рок, прогресивний рок, альтернативний рок. Основною “фішкою” бенду, яка відрізняє його від інших, є саксофон. В назві гурту “Проти Ночі”  не має жодних закликів або принципових позицій щодо спротиву нічному періоду доби.
Анна Раскі:

Проти ночі — це саме та хвилинка, коли світло переходить у темряву. Ми саме намагаємося вловити цей момент і передати його в наших піснях. Це ніби така межа між одним стилем та іншим.

## Історія

### Ранні роки (2002-2006)
Перші музичні експерименти розпочалися у 2002 році, коли Олександр Кравченко, Владислав Козлов і Анна Раскі, які на той момент навчалися в одній школі у Вишневому, заснували гурт «Мертва Нота». Це був справжній інді-проект — і за музичним напрямом, і за формою існування — оскільки всі записи пісень велися самостійно у домашніх умовах: Сашко грав на гітарі та басу, Влад прописував ударні партії на комп'ютері, а потім займався зведенням та мастерінгом треків. Проте ця формація проіснувала недовго і через три роки у 2005 наказала довго жити.
Після деякої перерви, на початку 2006 року, головні дійові особи доукомплектували свій склад і почали писати історію з чистої сторінки, але вже назвавшись «Проти Ночі». До гурту приєдналися Ігор Момот на бас-гітарі та Діана Бурлакова в якості вокалістки. Почалися перші виступи на місцевих майданчиках, а разом з ними формувалися і музичний стиль та внутрішня культура колективу — нешаблонна якісна музика та вимогливість до себе — стали підпільним гаслом бенду. Подібний темп і високу планку витримає не кожен. Напевно, саме через це склад ватаги постійно варіюється впродовж часу свого існування.

### Становлення та перші досягнення (2006-2013)
В середині 2007 року гурт покинув Ігор Момот, на заміну якому прийшов Володимир Абрамов, але пограв з групою дуже короткий час та вже наприкінці року пішов з колективу. Сашко Кравченко, діючий гітарист, давно мріяв опанувати бас-гітарне мистецтво і, не зважаючи на скептичні погляди однокашників, вирішив реалізувати свою мрію. І це була доленосна подія, оскільки саме так «Проти Ночі» отримали фірмовий фанкєшний слеп та різномаїття непопсових басових партій. Ну і вже на вакантне місце гітариста до команди потрапляє Євген Симілет.
Сашко, як основний штовхач, закохується в ідею урізноманітнити музику саксофоном. Будучи переконаним, що цей інструмент додасть неабиякого шарму та вигідно виокремить ватагу серед інших, Сашко починає пошуки саксофоніста. І навесні 2008 до банди приєднується саксофоніст Дмитро Рекун. На концертах, коли не було партії у саксофона, Дмитро підігрував на клавішних, додаючи звучанню джазових мотивів. Коли раптово уходить Діана Бурлакова, на тимчасову заміну хлопців повертається рятувати колишня колега по «Мертвій Ноті» Анна Раскі. Проте, ви ж самі знаєте — нічого не буває більш постійним, аніж тимчасове. Тож Раскі затримується на значно довший термін, ніж планувалося на початку. Наприкінці 2008 року банду покидає гітарист Євген Симілет і приходить Артем Гладенко з афігєнними фанковими рифами.В 2009 році у поєднанні з джазовими клавішними мотивами, гітарним фанком та ревучим саксофоном, гурт знаходить свій персональний унікальний музичний стиль та вирішує записати свій дебютний альбом з робочою назвою «Меню Бажань» на студії звукозапису Олександра Пономарьова «З Ранку До Ночі». Колектив багато гастролює містами України та починає отримувати запрошення в ранкові розважальні шоу, впевнено завойовуючи серця нових прихильників.
2010 рік видався дуже насиченим по змінам у складі. На початку року Артем Гладенко захоплюється електронною музикою і започатковує свій власний проект «Shame On You» і на його місце приходить Євген Тусменко. Через деякий час гурт покидає Анна Раскі. Після тривалих пошуків, до команди приєднується Ольга Діброва, і вже влітку «Проти Ночі» починають активну концертну діяльність. Проте щастя тривало недовго, оскільки восени банду покидає саксофоніст Дмитро Рекун і переїжджає жити до Угорщини. На його місце приходить Анатолій Гуменюк.

Не встигли хлопці розібрати матеріал, як почалися суперечки та 2011 року бенд покидають одночасно 2 учасника — гітарист і саксофоніст. Але ніхто не засмутився, оскільки вже всі звикли до таких динамічних кадрових змін в колективі. І вже під кінець року гурт був доукомплектований двома дуже потужними музикантами-глієрівцями — гітаристом Євгеном Гірічем та саксофоністом Ігорем Добрянським. Але з гітаристом не склалося і вже через декілька місяців його замінює черговий глієрівець Андрій Шимко. В такому складі ватага дописує дебютний альбом, який на фіналі має назву «Вмикай!». Цього ж року починається всеукраїнський тур на підтримку альбому «Вмикай!Тур».
Навесні 2012 року Ольгу Діброву запрошують до відомого кавер-проекту «Chill Out» і вона покидає групу, далі вокалісткою стає Галина Книгиницька. З приходом Галини настає відносна кадрова стабільність і сприятлива атмосфера для творчої діяльності. Гурт активно розробляє новий матеріал і наприкінці року знімає відеокліпи на нову пісню «Ти поряд» [Архівовано 13 серпня 2020 у Wayback Machine.] та український кавер американської банди The Pretty Reckless «Слухай Серцем» [Архівовано 13 серпня 2020 у Wayback Machine.]. Трек «Ти поряд» стає справжнім хітом і починає обертатися на українських  радіохвилях. Музикантів запрошують на телепередачу «Не формат». На живих виступах з’являється 6й учасник колективу — трубач Олесь Буряк.2013 став “чорним” для бенду. Почалися досить серйозні суперечки між двома засновниками гурту — Владом Козловим та Сашком Кравченко — і після довготривалих переговорів було прийнято нелегке рішення про розпуск проекту.

### Реюніон та нове звучання (2013-2019)
На початку 2014 року давні друзі та колеги по музичному цеху — Кравченко і Раскі — вирішують реанімувати гурт. До банди приєднуються драммер Ромчик Краснобай, гітарист Юрко Балацький, і з колективу «DoJo» переходить талановитий саксофоніст Євген Бондаренко. Ледве зігравшись новим складом, «Проти Ночі» заявляють про себе на всю країну, виступивши на головній площі столиці Майдані Незалежності під час “Революції Гідності”. Пізніше з'являється друга вокалістка Олександра Красовська і команда починає активно готуватися до концертної діяльності. Проте, не встигнувши набрати обертів, ватагу покидає половина учасників — Ромчик і Юрко створюють власний проект, а Олександра мігрує до Африки.
Восени 2014 року до гурту повертається один з засновників проекта барабанщик Влад Козлов і приєднується новий гітарист Іван Заяць, який додає більш тяжкого гітарного звучання в старий і новий матеріал. В стислі терміни ватага розбирає сольну програму та нарешті відновлює активну концертну діяльність.
На початку 2015 року гурт розживається власною студією звукозапису «Проти Ночі Production» і починає роботу над другим студійним альбомом «Тихо». Паралельно, обмеженим накладом, у світ виходить компіляція «Між Рядків», до якої увійшли невидані демо, записані впродовж всього періоду існування бенду. Наприкінці року під режисурою Олександра Кравченко виходить відеокліп на пісню з майбутнього альбому «Милий» [Архівовано 13 серпня 2020 у Wayback Machine.].
2016 рік видається роковим, у філософському та музичному планах. Через розбіжність у музичних поглядах та баченні подальшого курсу розвитку групи його покидає один із засновників, ідейний натхненник та лідер гурту, бас-гітарист Олександр Кравченко. Після довгих роздумів учасники все ж таки вирішують не закривати проект і продовжують свою діяльність. На його зміну прийшов колишній учасник відомих київських бендів «Лезо Терези» і «DCT» Євген Гусак, за сумісництвом технічний директор «ТНМК». Після цього звучання стає ще більш роковим і музичний стиль тепер вже тяжіє більш до прогрессиву та альтернативи. Під кінець року ватага стає фіналістом ArtSkin Fest [Архівовано 27 липня 2020 у Wayback Machine.] та займає друге місце.
На початку 2017 року гурт бере участь в Diesel Jam Session та продовжує активну концертну діяльність. Влітку саксофоніст під впливом палаючого літнього сонця створює свій власний проект під назвою «Спека» і працює на два фронти. Восени виходить кліп під режисурою Анни Раскі на пісню «День» [Архівовано 8 вересня 2020 у Wayback Machine.].
2018 закінчується робота над альбомом «Тихо» і на його презентацію команда влаштовує велике шоу за участю багатьох колишніх учасників групи. Починається співпраця зі студією FDR [Архівовано 9 лютого 2014 у Wayback Machine.], де гурт записує декілька нових пісень.
2019 рік ватага починає гучним виступом на Софійській площі на новорічні свята, після чого настає “акустичний” період. Через щільні робочі графіки музикантів, стала неможливою запланована концертна діяльність і гурт знаходить тимчасовий вихід у новому для себе форматі і дає переважно акустичні концерти під гаслом «Проти Ночі Acoustic». В такому режимі бенд функціонує до приходу пандемії Covid-19 весною 2020 року.

### Сьогодення (2019-дотепер)
Влітку 2020 року проект покидає Анна Раскі і завершується черговий кадровий етап. У зв'язку з цим команда приймає рішення призупинити запис повноформатного лонгплею на FDR [Архівовано 9 лютого 2014 у Wayback Machine.] та обмежитися EP під символічною назвою одного з треків «Ми одні», вихід якого планувався на осінь 2020 року, але через карантинні обмеження реліз відклався. Була спроба відновити діяльність за участі Олександри Дорошенко на ролі фронтвумен, але через насичений графік та завантаженість іншими проектами вона змушена була покинути ватагу. Наразі гурт опрацьовує матеріал з талановитою вокалісткою Маргаритою Ковальовою та планує відновити свою концертну діяльність найближчим часом.

## Склад гурту
- Маргарита Ковальова — вокал (2021-дотепер)
- Іван Заяць — гітара (2014-дотепер)
- Євген Гусак — бас-гітара (2016-дотепер)
- Євген Бондаренко — саксофон (2014-2018, 2020-дотепер)
- Владислав Козлов — ударні (2006-2013, 2014-дотепер)

### Колишні учасники
- Ігор Момот  — бас-гітара (2006-2007)
- Володимир Абрамов — бас-гітара (2007)
- Діана Бурлакова  — вокал (2006-2008)
- Євген Симілет — гітара (2007-2008)
- Артем Гладенко — гітара (2008-2010)
- Дмитро Рекун — саксофон, клавішні (2008-2010)
- Анатолій Гуменюк — саксофон (2010-2011)
- Євген Тусменко — гітара (2010-2011)
- Євген Гіріч — гітара (2011)
- Ігор Добрянський — саксофоніст (2011)
- Ольга Діброва — вокал (2010-2012)
- Андрій Шимко — гітара (2011-2013)
- Олесь Буряк — труба (2012)
- Галина Книгиницька — вокал (2012-2013)
- Юрій Балацький — гітара (2014)
- Роман Краснобай — ударні (2014)
- Олександра Красовська — вокал (2014)
- Олександр Кравченко — бас-гітара (2006-2013, 2014-2016)
- Анна Раскі — вокал (2008-2010, 2014-2020)
- Олександра Дорошенко — вокал (2020-2021)

## Дискографія

### Студійні альбоми
- Вмикай! (2011)
- Між рядків (2015) (compilation)
- Тихо (2018)
- Ми одні (2020) (EP)
- Усе, що треба (2022)

## Відеокліпи
| Рік  | Назва пісні                                                           | Режисер(ка)         | Альбом       |
| ---- | --------------------------------------------------------------------- | ------------------- | ------------ |
| 2006 | «Дежавю» [Архівовано 13 серпня 2020 у Wayback Machine.]               | live                | «Між рядків» |
| 2007 | «Панки»                                                               | Дмитро Андріянов    | «Між рядків» |
| 2008 | «Танцюй зі мною» [Архівовано 13 серпня 2020 у Wayback Machine.]       | Дмитро Андріянов    | «Вмикай!»    |
| 2009 | «Жити тобою» [Архівовано 13 серпня 2020 у Wayback Machine.]           | Дмитро Андріянов    | «Вмикай!»    |
| 2012 | «Ти поряд» [Архівовано 13 серпня 2020 у Wayback Machine.]             | Дмитро Андріянов    | «Тихо»       |
| 2012 | «Музику слухай серцем» [Архівовано 13 серпня 2020 у Wayback Machine.] | Олександр Кравченко | «Тихо»       |
| 2014 | «Танцюй зі мною» (acoustic)                                           | Олександр Кравченко | «Тихо»       |
| 2015 | «Без пояснень» [Архівовано 1 жовтня 2020 у Wayback Machine.]          | live                | «Тихо»       |
| 2016 | «Сховайся» [Архівовано 11 серпня 2020 у Wayback Machine.]             | live                | «Тихо»       |
| 2016 | «Милий» [Архівовано 13 серпня 2020 у Wayback Machine.]                | Олександр Кравченко | «Тихо»       |
| 2017 | «День» [Архівовано 8 вересня 2020 у Wayback Machine.]                 | Анна Раскі          | «Тихо»       |